# 若林警察署
若林警察署（わかばやしけいさつしょ）は、宮城県警察が管轄する警察署のひとつである。

## 概要
2019年（平成31年）4月1日に新設。県内の警察署新設は29年ぶりで、若林署誕生により仙台市5区すべてに警察署が置かれることとなった。
若林署設置以前は、若林区は大半が仙台南警察署の管轄区域（一部仙台中央警察署や仙台東警察署が管轄）であり、もともと仙台南署の庁舎も若林区堰場12番地にあった。しかし1993年（平成5年）仙台南署が太白区に移転し、若林区は以降長期にわたって市内唯一の警察署空白区となった。
2005年（平成17年）に県警が「警察署再編整備計画」を策定。仙台南警察署の管轄区域を分割し、若林区内に警察署を新設することにより、区内の事件・事故に対する初動体制の強化が図られることとなった。若林警察署は2014年（平成26年）に設置される計画だったが、2011年（平成23年）に発生した東日本大震災の影響で5年遅れとなった。
震災の経験を踏まえ、新設された庁舎には大型化した非常用発電設備、災害対策用備蓄倉庫、災害対策用マンホールトイレなどが設置され、防災拠点としての機能も強化されている。ゆずりあい駐車区画、エレベーター、多目的トイレなどのバリアフリー設備も整備された。

## 管轄区域
- 仙台市若林区

## 所在地
- 仙台市若林区荒井東一丁目8番地の2

## 沿革
- 2019年（平成31年）4月1日 - 仙台南警察署から分離し、若林警察署が開署。若林区中央幹部交番が若林中央交番に改称。

## 内部組織
- 会計課
  - 会計係

- 警務課
  - 警務係
  - 相談係
  - 被害者支援係

- 留置管理課
  - 留置管理係

- 生活安全課
  - 生活安全係
  - 営業保安係
  - 少年・生活安全捜査係

- 地域課
  - 地域係
  - 自動車警ら係

- 刑事第一課
  - 捜査庶務係
  - 地域指導係
  - 捜査第一係
  - 捜査第二係
  - 鑑識係

- 刑事第二課
  - 捜査庶務係
  - 知能犯係
  - 組織犯罪対策係

- 交通課
  - 交通指導係
  - 交通事故捜査係
  - 許認可係

- 警備課
  - 警備係

## 交番

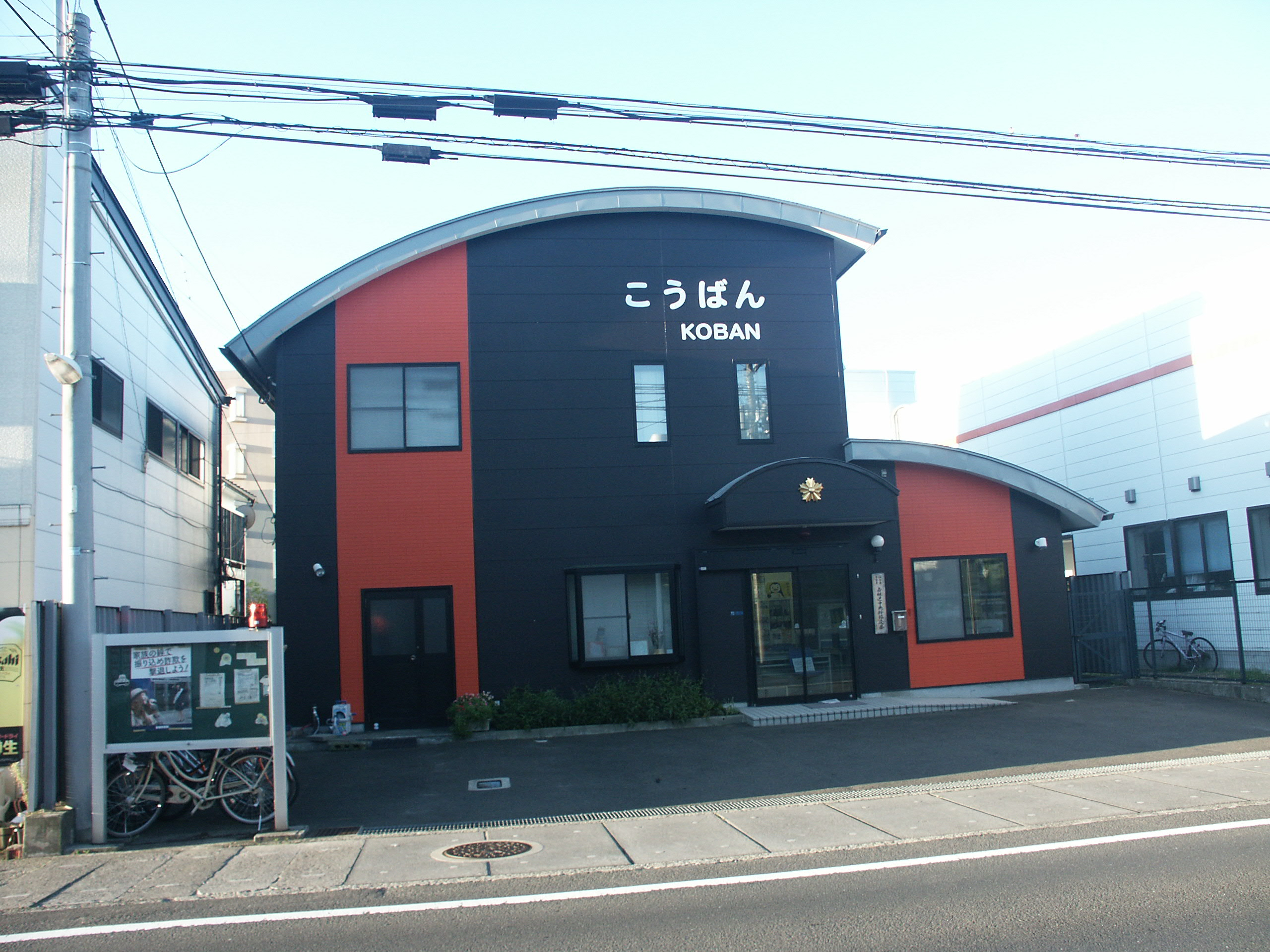
若林中央交番（2016年）

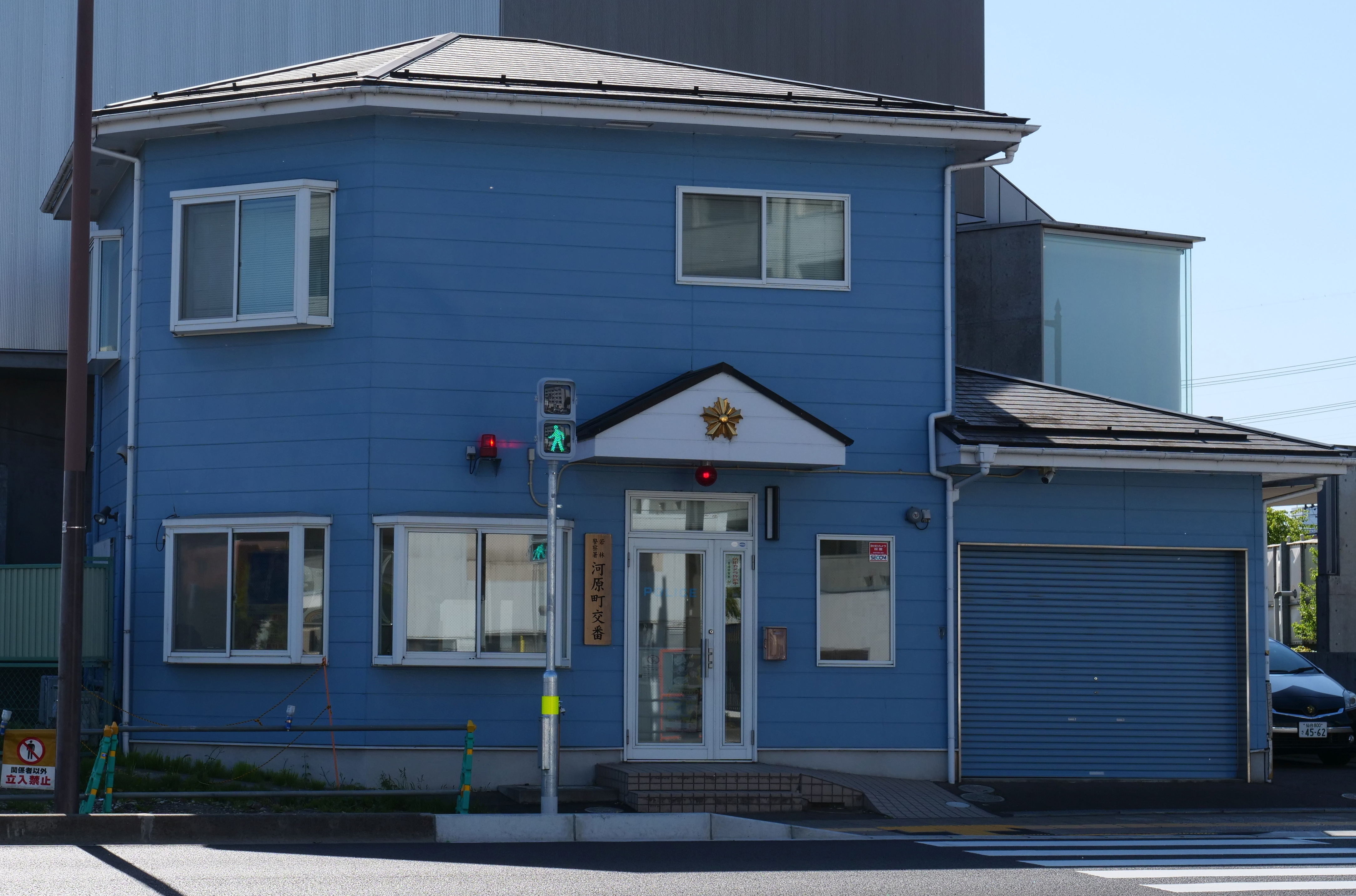
河原町交番（2023年）

- 若林中央交番（仙台市若林区遠見塚二丁目12番12号）
- 卸町交番（仙台市若林区卸町四丁目3番地の1）
- 連坊交番（仙台市若林区連坊二丁目2番46号）
- 河原町交番（仙台市若林区舟丁64番地の13） - 1993年に移転する前の仙台南警察署跡地に隣接。
- 荒井交番（仙台市若林区荒井二丁目2番地の14）
- 六郷交番（仙台市若林区六郷2番1号）